# Giljuj
Giljuj (rusky Гилюй) je řeka v Amurské oblasti v Rusku. Je to pravý přítok řeky Zeja (povodí Amuru). Je 545 km dlouhá. Povodí má rozlohu 22 500 km².

## Průběh toku
Pramení na jižních svazích Stanového hřbetu. Teče na jihovýchod skrze listnatou tajgu. V povodí se nachází přibližně 400 jezer o celkové rozloze 26,8 km². Vyskytují se zde náledí. Hlavní přítoky jsou Mogot a Tynda zprava.

## Využití
Řeka je splavná.